# Палладийлантан
Палладийлантан — бинарное неорганическое соединение
палладия и лантана
с формулой LaPd,
кристаллы.

## Получение
- Сплавление стехиометрических количеств чистых веществ:

{\displaystyle {\mathsf {Pd+La\ {\xrightarrow {T}}\ LaPd}}}

## Физические свойства
Палладийлантан образует кристаллы
ромбической сингонии,
пространственная группа C mcm,
параметры ячейки a = 0,3945 нм, b = 1,1032 нм, c = 0,4660 нм, Z = 4,
структура типа борида хрома CrB
.